# Gian Vittorio Baldi
Pour les articles homonymes, voir Baldi.
Gian Vittorio Baldi est un réalisateur, producteur et scénariste italien, né le 30 octobre 1930 à Bologne, et mort le 23 mars 2015 à Faenza.

## Biographie
Gian Vittorio Baldi est diplômé en sciences sociales de l'université de Rome « La Sapienza » et inscrit au Centro sperimentale di cinematografia. En 1955, il fait ses débuts en tant que réalisateur de documentaires et remporte un Lion d'or à la Mostra de Venise pour le court métrage Il pianto delle zitelle (1958). Son film de 1960 La casa delle vedove a également rencontré le succès auprès des critiques avec une nomination aux Oscars. L'année suivante, il réalise pour la première fois pour un long métrage : son épisode La prova d'amore fait partie du film Gli Italiani e l'amore. Quelques films ont suivi, pour lesquels il a toujours écrit les scénarios. À partir de 1967, il se consacre également à la production de films d'auteur ; pour ce faire, il fonde la société IDI Cinematografia avec laquelle, il produit des films de Pier Paolo Pasolini, Jean-Marie Straub, Robert Bresson, Jean-Luc Godard et d'autres auteurs. Parmi les productions, on trouve Chronique d'Anna Magdalena Bach, Porcherie, Carnet de notes pour une Orestie africaine, Journal d'une schizophrène, Quatre Nuits d'un rêveur et les premiers films de Jean-Claude Biette.
À partir de 1975, il sert exclusivement la télévision avec ses propres films.[pas clair]
Au cours de sa carrière, il a réalisé une trentaine de films et environ 200 courts métrages et documentaires.
Il a été marié à l'actrice franco-russe Macha Méril de 1969 à 1978. Il est le père de l'acteur Gianguido Baldi.[réf. nécessaire]

## Filmographie
- 1958 : Il pianto delle zitelle
- 1958 : La notte di San Giovanni
- 1960 : Ritratto di Pina
- 1960 : Luciano - Via dei Cappellari
- 1960 : La casa delle vedove
- 1961 : Les femmes accusent (Le italiane e l'amore)
- 1961 : Il bar di Gigi
- 1962 : Luciano, una vita bruciata
- 1964 : La Fleur de l'âge ou Les Adolescentes (Le adolescenti), segment « Fiammetta »
- 1969 : Fuoco! (it)
- 1970 : La Nuit des fleurs (La notte dei fiori)
- 1975 : Le Dernier Jour d'école avant les vacances de Noël (L'ultimo giorno di scuola primo delli vacanzi di natale)
- 1980 : La terza età
- 1980 : Mi riccordo ancora
- 1987 : Anni Luce (feuilleton TV)
- 1988 : ZEN - Zona Espansione Nord
- 1996 : Testimonianze sulla Resistenza
- 1999 : Nevrijeme-Il temporale
- 2011 : Mundo invisivel, segment Fabula